# Maria Anna de Saxònia (gran duquessa de Toscana)
Maria Anna de Saxònia, gran duquessa de Toscana (Dresden 1799 - Pisa 1835) va ser princesa de Saxònia amb el tractament d'altesa reial que contragué matrimoni amb el gran duc Leopold II de Toscana.
Nascuda el 15 de novembre de 1799 a Dresden, la capital de l'antic Regne de Saxònia, essent filla del príncep Maximilià de Saxònia i de la princesa Carolina de Borbó-Parma. Maria Anna era neta per via paterna del rei Frederic Cristià I de Saxònia i de la princesa Maria Antònia de Baviera; mentre que per via materna ho era del duc Ferran I de Parma i de l'arxiduquessa Maria Amèlia d'Àustria.
El dia 16 de novembre de 1817 a Florència amb el gran duc Leopold II de Toscana, fill del gran duc Ferran III de Toscana i de la princesa Lluïsa de Borbó-Dues Sicílies. La parella s'instal·là a Florència i tingueren quatre fills:
- SAIR l'arxiduquessa Maria Carolina d'Àustria-Toscana, nascuda a Florència el 1822 i morta a Florència el 1841.

- SAIR l'arxiduquessa Augusta d'Àustria-Toscana, nascuda a Florència el 1825 i morta a Múnic el 1864. Es casà el 1844 a Florència amb el príncep Leopold de Baviera.

- SAIR l'arxiduquessa Maria d'Àustria-Toscana, nascuda a Florència el 1827 i morta a Florència el 1834.

- SAIR l'arxiduquessa Maria Isabel d'Àustria-Toscana, nascuda a Florència el 1834 i morta a Bürgenstock (Lucerna) el 1901. Es casà amb el príncep Francesc de Borbó-Dues Sicílies.

A la mort de Maria Anna, l'any 1835, a Pisa, a l'edat de trenta-sis anys, Leopold contragué matrimoni amb la princesa Antonieta de Borbó-Dues Sicílies.